# Andrzej Kiszka
Andrzej Kiszka ps. Dąb, Leszczyna, Bogucki (ur. 21 listopada 1921 w Maziarni, zm. 14 czerwca 2017) – żołnierz Batalionów Chłopskich, Armii Krajowej, Narodowej Organizacji Wojskowej, a po zakończeniu II wojny światowej członek antykomunistycznego Narodowego Zjednoczenia Wojskowego. Od 2017 pułkownik Sił Zbrojnych Rzeczypospolitej Polskiej.

## Życiorys
W czasie okupacji niemieckiej, w 1941 wstąpił do lokalnego oddziału Batalionów Chłopskich pod pseudonimem „Leszczyna”, który podporządkował się placówce AK w Hucie Krzeszowskiej, następnie krótko był żołnierzem NOW-AK w oddziale Franciszka Przysiężniaka „Ojca Jana”.
W sierpniu 1944 dostał rozkaz podjęcia służby w powstającym posterunku MO w Hucie Krzeszowskiej, gdzie pracował do listopada 1944, po czym uciekł z obawy przed aresztowaniem i powrócił do rodzinnej wsi, gdzie musiał się ukrywać. Wstąpił następnie do NOW-NZW Józefa Zadzierskiego „Wołyniaka”, a po jego śmierci dowódcą oddziału został Adam Kusza „Garbaty”. 16 kwietnia 1947 ujawnił się na mocy amnestii z 22 lutego 1947, lecz nie przestał działać w konspiracji NZW i już jesienią tego roku pracownicy UB z Biłgoraja usiłowali go aresztować w jego rodzinnym domu. Od lata 1952 ukrywał się na własna rękę. W konspiracji antykomunistycznej działał do 31 grudnia 1961. Został aresztowany w leśnym „schronie”, w którym się ukrywał. Przez sąd został skazany na dożywotne więzienie, zamienione następnie na 15 lat. Był więziony m.in. w Strzelcach Opolskich i Potulicach.
W sierpniu 1971 został warunkowo zwolniony z więzienia, po czym zamieszkał w województwie szczecińskim. 21 grudnia 1998 został częściowo zrehabilitowany przez Sąd Wojewódzki w Lublinie, a następnie, pośmiertnie, został w pełni zrehabilitowany przez Sąd Apelacyjny w Lublinie w grudniu 2018.

## Awanse
- porucznik (30 lipca 2007)
- kapitan
- major (18 marca 2016)
- pułkownik (20 czerwca 2017)[2]

## Odznaczenia
- Krzyż Oficerski Orderu Odrodzenia Polski (2007)[3]
- Krzyż Armii Krajowej
- Krzyż Narodowego Czynu Zbrojnego
- Krzyż Partyzancki
- Medal „Pro Patria” (2013)[4]
- Medal za Wolność i Niepodległość
- Srebrny Medal pamiątkowy AK „Pokonani-Niezwyciężeni”